# Depresja (geografia)

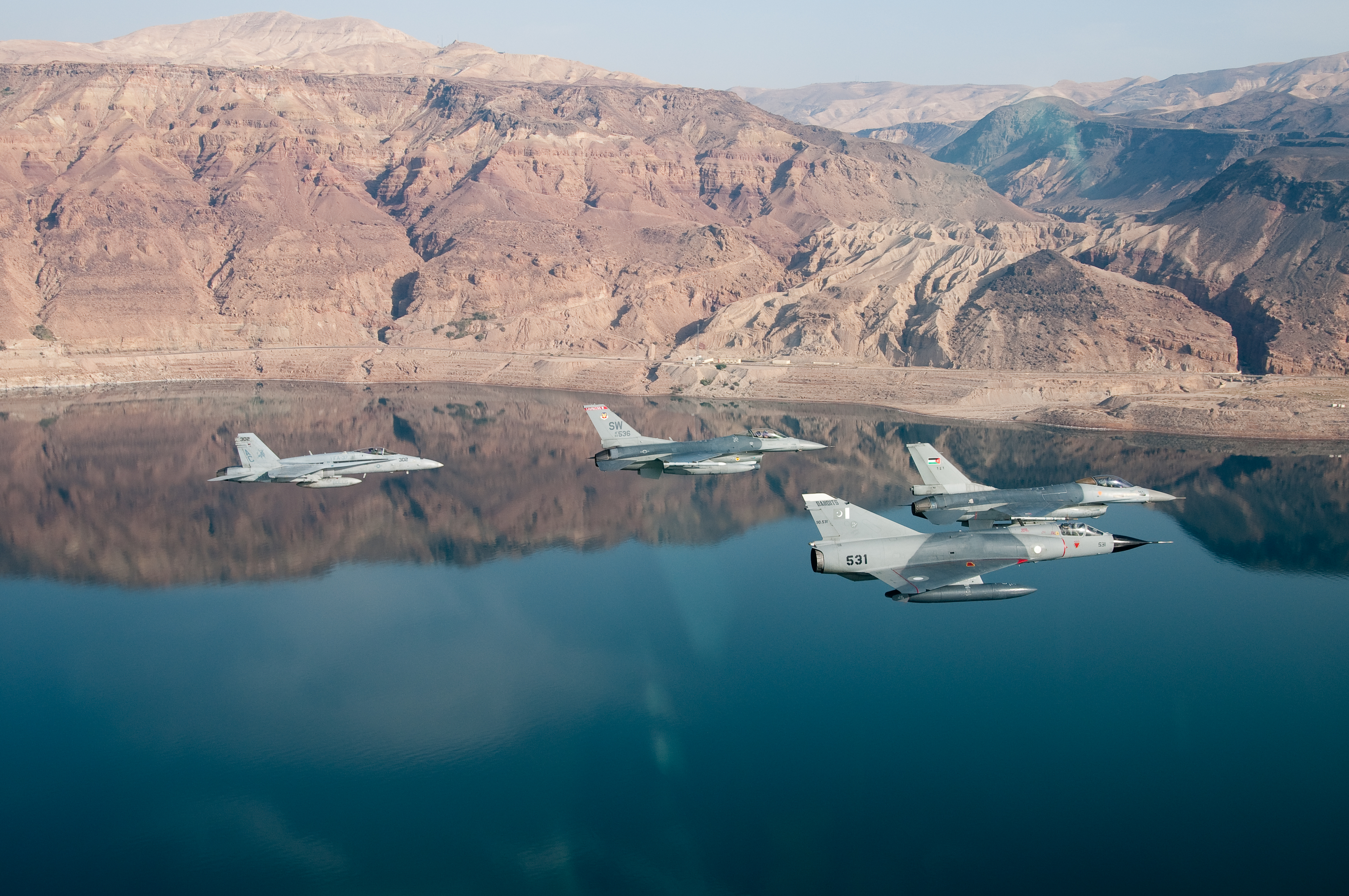
Depresja (Morze Martwe)

Depresja – obszar lądu położony poniżej poziomu morza.
W Polsce największa depresja znajduje się na terenie wsi Marzęcino, położona 2,2 m p.p.m. Najniższy punkt na lądzie na kuli ziemskiej stanowi depresja Morza Martwego (ok. 438 m p.p.m.) w Izraelu i Jordanii. Na mapach z hipsometrią barwną obszar depresji oznacza się zwykle kolorem ciemnozielonym.
Depresje zalane przez wody jeziora lub pokryte lodowcem nazywane są kryptodepresjami. Przykładem kryptodepresji jest jezioro Bajkał, w Polsce największą kryptodepresję (30 m) ma Jezioro Miedwie.

## Obszary depresyjne na świecie
1. Morze Martwe (Izrael/Palestyna/Jordania) – 438,5 m p.p.m. (stan na grudzień 2023 r.)[3]
2. Jezioro Tyberiadzkie (Izrael/Syria) – 213,2 m p.p.m.[4]
3. Kotlina Turfańska (Chiny) – 154 m p.p.m.[5]
4. Jezioro Asal (Dżibuti) – 150 m p.p.m.[6]
5. Kattara (Egipt) – 133 m p.p.m.[7]
6. Karakija (Kazachstan) – 132 m p.p.m.[8]
7. Kotlina Danakilska (Erytrea/Etiopia) – 125 m p.p.m.[9]
8. Laguna del Carbón (Argentyna) – 105 m p.p.m.[10]
9. Dolina Śmierci (USA) – 86 m p.p.m.[11]
10. Akjagaýa (Turkmenistan) – 81 m p.p.m.[12]
11. Kulul (Erytrea) – 75 m p.p.m.[13]
12. Salton Sea (USA) – 72 m p.p.m.[14]
13. Karynżaryk (Kazachstan) – 70 m p.p.m.[15]
14. Kauyndy (Kazachstan) – 57 m p.p.m.[15]
15. Sabcha Tah (Maroko) – 55 m p.p.m.[16]
16. Sabchat Ghuzajjil (Libia) – 47 m p.p.m.[17]
17. Enriquillo (Dominikana) – 46 m p.p.m.[18]
18. Szatt Malghigh (Algieria) – 40 m p.p.m.[19]
19. Nizina Nadkaspijska (Rosja/Kazachstan) – 28 m p.p.m.[20]
20. Szatt al-Gharsa (Tunezja) – 17 m p.p.m.[21]
21. Jezioro Eyre (Australia) – 16 m p.p.m.[22]
22. Laguna Salada (Meksyk) – 10 m p.p.m.[23]
23. Zuidplaspolder (Holandia) – 7 m p.p.m.[24]
24. Lammefjord (Dania) – 7 m p.p.m.[25]
25. Sabchat Ndaghamsza (Mauretania) – 5 m p.p.m.[26]
26. The Fens (Wielka Brytania) – 4 m p.p.m.[27]
27. Hachiro-gata (Japonia) – 4 m p.p.m.[28]
28. Neuendorf (Niemcy) – 3,5 m p.p.m.[29]
29. Marzęcino (Polska) – 2,2 m p.p.m.[2]
30. delta Rodanu (Francja) – 2 m p.p.m.[30]
31. na wybrzeżu Surinamu – 2 m p.p.m.[31]